# Песнопения Дхол
«Песнопения Дхол» или Дхольские заклинания (англ. Dhôl Chants) — вымышленная рукопись из произведений американского писателя ужасов Г. Ф. Лавкрафта, которая впервые появилась в рассказе «Ужас в музее» (1932), написанном в соавторстве с и Хейзел Хелд. Более подробно книгу описал Август Дерлет. Позже книгу упоминали последователи «Мифов Ктулху». Книга содержит полумифический сборник песнопений, приписываемый почти человеческому народу Ленга, а также в ней описаны Дхолы. Сами песнопения никогда не описываются и не встречаются ни в одном произведении.

## Описание
Лавкрафт лишь кратко упоминает эту книгу, которая была в Плато Ленг. 
Куратор музея Роджерс рассказывал достаточно дикие истории - о каких-то таинственных экспедициях в Тибет, в глубину Африки, в аравийскую пустыню, в долину Амазонки, на Аляску, на малоизученные острова в южной части Тихого океана; вдобавок ко всему он утверждал, что прочел такие чудовищные, неправдоподобные фантасмагорические книги, как собрание фрагментов из доисторических сказаний Пнакотических рукописей и песнопений Дхол, приписываемых злобному и бесчеловечному Ленгу.

## Август Дерлет
Август Дерлет в повести «Таящийся у порога» описывает отрывок из «Песнопений Дхол»:  
А Властители ждут у Ворот, и Врата эти есть везде и во все времена, ибо не ведают Они о времени или пространстве, но собираются все в одном месте и в одно время, а те, кто среди Них, могут принимать разные обличья, и разные размеры, и разные лица, а Врата для Них есть везде, но первым был тот, кого вызвал я, и было то в Иреме, Граде Колонн, что лежит в пустыне, где Человек возвел Камни и трижды произнес запретные Слова, и возникнут там Врата, и будут ждать Тех, Кто пройдет через Них — и дхолы, и ужасные ми-го, и народ чо-чо, и глубоководные, и народ гугов, и призраки ночи, и шогготы, и воормисы, и шантаки, что стерегут Кадат в Холодной Пустыне и на плато Ленг. Все они — дети Богов Седой Старины, но Великая Раса из Йита и Властители Древности вступили в спор друг с другом, а потом поссорились с Богами Седой Старины, и Боги ушли, оставив Землю Властителям, а Великая Раса из Йита перенеслась во времени и поставила на Землю будущего, и не знают об этом те, кто сейчас живет на Земле, а Они ждут, когда придет Их время, и станут шептать Ветры и Голоса, и придет Оседлавший Ветер, чтобы властвовать над Землей и меж Звезд.    
Позже приводится другой отрывок: 
Оружие против ведьм и демонов, против глубоководных, дхолов, воормисов, чо-чо, против мерзкого отродья ми-го, против шогготов, гастов, валусианцев и всех тех народов и тварей, что служат Властителям Древности и их отпрыскам, хранится в пятиконечной пещере из серого камня на древней звезде Мнар, но оно не может противостоять самим Властителям. Тот, кто владеет камнем, станет повелевать всеми тварями ползающими, плавающими, ходящими и летающими даже там, откуда никто не возвращается. В Йхе и великом Р'льехе, в Й'хантхлей и Йоте, на Югготе и Зотикуа, в Н'каи и К'н-йан, в Кадате среди Холодной Пустыни, на озере Хали, в Каркозе и Ибе — в этих местах оружие это еще имеет силу; но как гаснут и умирают звезды, как остывает солнце и становится шире пространство меж звездами, так слабеет и власть пятиконечной каменной пещеры и заклятия Богов Седой Старины, наложенного на Властителей Древности. 
«Песнопения Дхол» принадлежат дочеловеческой расе существ, которые удалось составить чувствительным людям, установившим связь с Иным миром. Китайская копия была обнаружена в азиатском монастыре в 1650 году и с тех пор появились её английские копии. В книге описаны существа, известные как "Дхолы" (Dhole). Эта книга содержит различные нечеловеческие "песнопения", которые не являются медитативными по своей природе. Они включают в себя то, что называется "Голубое свечение" (что бы это ни было) и другие особенности, которые используются для управления духами. Однако читателя следует предупредить, что полезные заклинания в книге часто неэффективны, в то время как заклинания мести (стр. 101-127) обычно вступают в силу только после смерти того, кто их произнесёт. Песнопения можно исполнять голосом с использованием струнных инструментов, таких как скрипка. В Мискатоникском университете хранится копия «Песнопений Дхол».
Дерлет упоминает книгу в повести «Таящийся у порога» (англ. The Lurker at the Threshold, 1945), рассказе «Пришелец из космоса» (англ. The Shadow Out of Space, 1957) и рассказе «Окно в мансарде» (англ. The Gable Window, 1957).

## Другие авторы
Даниэль Хармс в книге «Encyclopedia Cthulhiana» пишет, что «Песнопения Дхол» содержат 555 песнопений различного характера, в основном для управления духами. Отмечается, что некоторые заклинания часто оказываются безрезультатными, тогда как заклинания мести обычно действуют только после смерти самого заклинателя. Также упоминается бинокль, способный видеть Иные измерения. Существует немецкая версия Генриха Циммермана.
Гари Майерс упоминает книгу в «Yohk the Necromancer» (1975).
Артур Мейкен упоминает вымышленных существ, Дхолов, в рассказе «Белые люди» (1906).
Брайан Ламли цитирует отрывки из рукописи в повести «Роющие Недра» (1974).

## Настольные игры
В настольной игре «Зов Ктулху» появляется немецкая версия книги «Песнопения Дхол» за авторством Генриха Циммермана, которая содержит песни, похожие на музыку Карибских островов и Западной Африки, а также различные виды магических заклинаний. Из-за своей микротональности песнопения можно исполнять только пением или игрой на струнном инструменте, например скрипке. Одно из песнопений, если его использовать в сочетании с золотым амулетом, вызовет аватар Ньярлатхотепа, Ахту, в то время как другие могут вызывать малых духов.